# Dorfkirche Melpitz

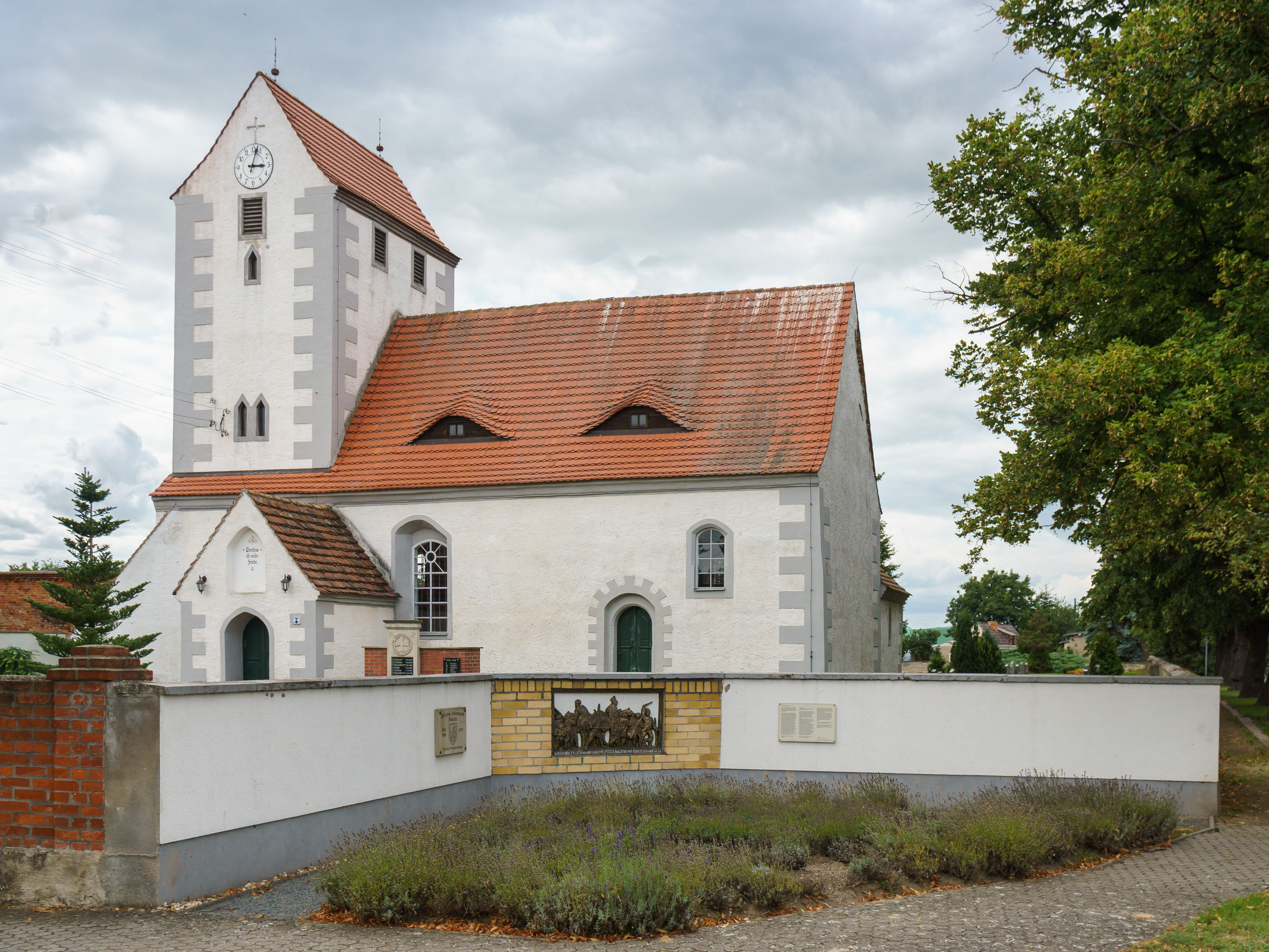
Dorfkirche Melpitz

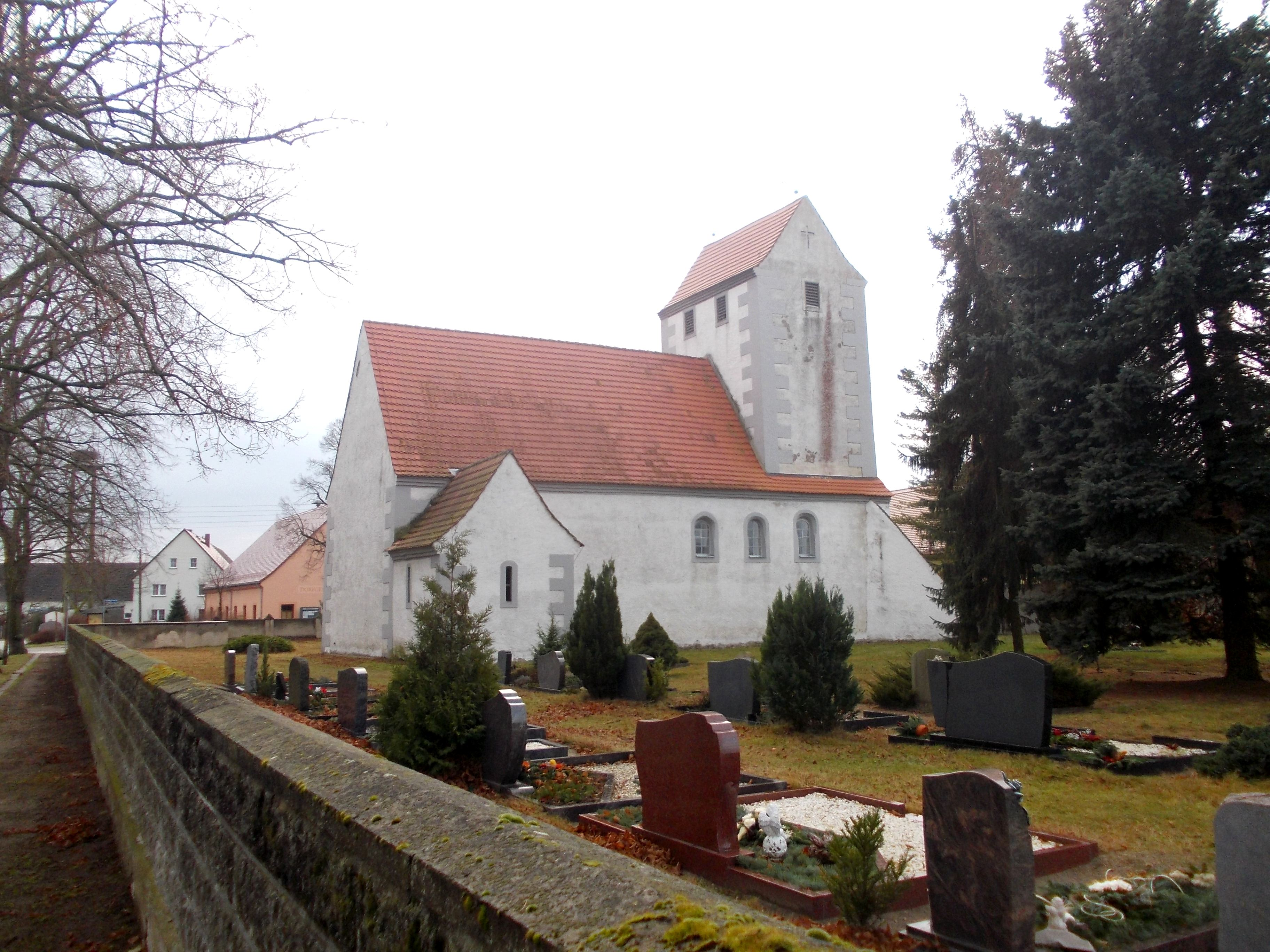
Nordseite

Die evangelische Dorfkirche Melpitz ist eine im Kern romanische Saalkirche im Ortsteil Melpitz von Torgau im Landkreis Nordsachsen in Sachsen. Sie gehört zum Pfarrbereich Schildau-Audenhain im Kirchenkreis Torgau-Delitzsch der Evangelischen Kirche in Mitteldeutschland. Eine Besichtigung ist in der Regel nicht möglich.

## Geschichte und Architektur
Die im Kern romanische Saalkirche wurde in den Jahren 1616–1617 erneuert. Restaurierungen wurden in den Jahren 1961 (außen), 1965/66 (innen) sowie 1991 durchgeführt. Das Bauwerk ist ein verputzter Bruchsteinbau mit einem an den Ecken abgesetzten Quaderputz. Über dem Westteil erhebt sich ein querrechteckiger, von zwei Strebemauern gesicherter Turmaufsatz mit Satteldach. Die Sakristei ist im Norden, eine Vorhalle im Süden angebaut, daran ist eine Nische mit einer gemalten Kreuzigungsdarstellung eingelassen, welche später wieder übermalt wurde. An der Südseite ist ein vermauertes romanisches Fenster erkennbar.
Im Inneren ist das Bauwerk flachgedeckt, an zwei Seiten sind Emporen mit einem Konsolfries von 1615 eingebaut; diese wurden im Westen im Jahr 1723 konvex vergrößert und mit Spiegeln und Akanthus bemalt. An der Nordwand sind Reste von Wandmalereien mit der Darstellung des Jüngsten Gerichts in architektonischer Rahmung aus dem ersten Viertel des 17. Jahrhunderts zu erkennen; gleichzeitig erfolgte die ornamentale Bemalung hinter der Kanzel.

## Ausstattung
Das Hauptstück der Ausstattung ist ein von Säulen gerahmter Altar mit plastischer Kreuzigungsgruppe; der gesprengte Rundbogengiebel ist mit einer Gloriole versehen und mit der Jahreszahl 1723 bezeichnet. Die Kanzel aus der Zeit um 1615 trägt am Korb Schnitzfiguren der Evangelisten und eine gemalte Predigerdarstellung; der Schalldeckel ist mit geflügelten Engelsköpfen und dem auferstandenen Christus versehen. Der kelchförmige Taufstein mit Rollwerk und Blütenbändern ist mit der Jahreszahl 1753 bezeichnet. An der Außenwand sind zwei barocke Grabsteine des 18. Jahrhunderts aufgestellt.